# Назаров, Пётр Михайлович
Пётр Миха́йлович Наза́ров (1769—1844) — казачий офицер, генерал-майор, наказный атаман Уральского казачьего войска в 1823—1827 годах.
Командир 4-го Уральского казачьего полка в русско-турецкой войне в 1810—1812 годах, затем вместе с полком участвовал в Отечественной войне 1812 года в составе Дунайской армии Чичагова и в заграничных походах 1813—1815 годов. За отличие в битве при Ла-Ротьере награждён орденом св. Георгия 4-й степени. В 1823 году стал первым атаманом Уральского войска, не будучи уральским казаком по рождению. Пользовался большим уважением среди уральских казаков (в то время — полностью староверов) из-за своей приверженности к старой вере. Лишь однажды, в 1824 году, во время визита Александра I в Оренбург, был вынужден сбрить бороду. После отставки проживал в Уральске. Участвовал во встрече в 1837 году цесаревича Александра Николаевича, написавшего о нём в письме отцу: «…бывший атаман генерал-майор Назаров, старик в генеральском мундире и в бороде, закоренелый раскольник, глава прочих, человек хитрый и хотя недовольный нынешним порядком вещей, но скрывающий своё неудовольствие…»